# Cass County (Illinois)
Das Cass County ist ein County im US-amerikanischen Bundesstaat Illinois. Im Jahr 2010 hatte das County 13.642 Einwohner und eine Bevölkerungsdichte von 14 Einwohnern pro Quadratkilometer. Der Verwaltungssitz (County Seat) ist Virginia.

## Geografie
Das County liegt westlich der Mitte von Illinois am Illinois River und hat eine Fläche von 994 Quadratkilometern, wovon 20 Quadratkilometer Wasserfläche sind. Es grenzt an folgende Nachbarcountys:
| Schuyler County |               | Mason County    |
| Brown County    |               | Menard County   |
|                 | Morgan County | Sangamon County |

## Geschichte

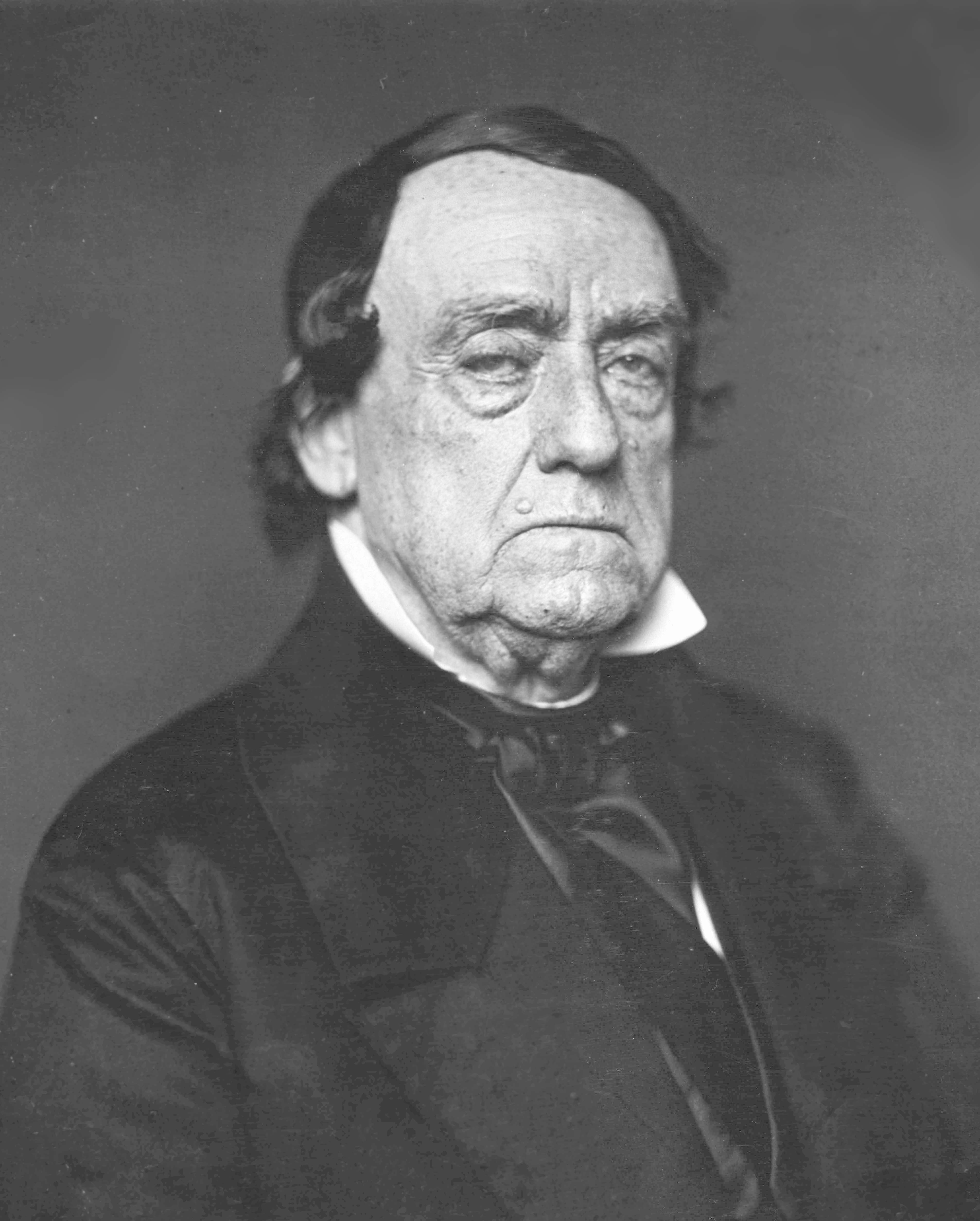
L. Cass

Das Cass County wurde am 30. März 1837 aus dem nördlichen Teil des Morgan County gebildet. Benannt nach Lewis Cass (1782–1866), einem ehemaligen Gouverneur des Michigan - Territoriums (1813–1831), US - Kriegsministers der USA (1831–1836) und US - Außenministers (1857–1860).

1837 hatte das Cass County 17 Ansiedlungen. Die Häuser bestanden aus einfachen Blockhütten mit einem oder zwei Räumen und einer Feuerstelle. Der erste namentlich erwähnte Siedler war Eli Cox, der 1816 hier siedelte. 1819 kam der nächste Siedler und kurze Zeit später ein halbes Dutzend Einwanderer aus Deutschland. 1844 wurde das erste Gerichtsgebäude gebaut.

## Demografische Daten

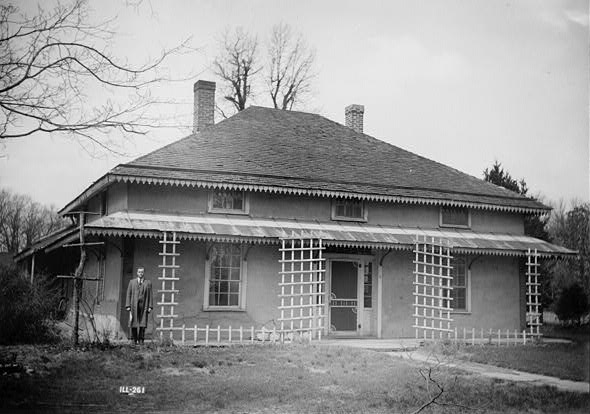
Die Andrew Cunningham Farm, gelistet im NRHP Nr. 75000641

Nach der Volkszählung im Jahr 2010 lebten im Cass County 13.642 Menschen in 5.029 Haushalten. Die Bevölkerungsdichte betrug 14 Einwohner pro Quadratkilometer. In den 5.029 Haushalten lebten statistisch je 2,56 Personen.
Ethnisch betrachtet setzte sich die Bevölkerung zusammen aus 86,3 Prozent Weißen, 3,1 Prozent Afroamerikanern, 0,3 Prozent amerikanischen Ureinwohnern, 0,3 Prozent Asiaten sowie aus anderen ethnischen Gruppen; 1,4 Prozent stammten von zwei oder mehr Ethnien ab. Unabhängig von der ethnischen Zugehörigkeit waren 16,8 Prozent der Bevölkerung spanischer oder lateinamerikanischer Abstammung.
24,9 Prozent der Bevölkerung waren unter 18 Jahre alt, 59,4 Prozent waren zwischen 18 und 64 und 15,7 Prozent waren 65 Jahre oder älter. 49,9 Prozent der Bevölkerung war weiblich.

Das jährliche Durchschnittseinkommen eines Haushalts lag bei 41.828 USD. Das Prokopfeinkommen betrug 19.440 USD. 12,5 Prozent der Einwohner lebten unterhalb der Armutsgrenze.

## Ortschaften im Cass County
Citys
- Beardstown
- Virginia

Villages
- Arenzville
- Ashland
- Chandlerville

Unincorporated Communities
| - Anderson - Bluff Springs - Burlingame - Clear Lake | - Hagener - Jules - Kisch - Little Indian | - Newmansville - Old Princeton - Palmerton - Philadelphia |

## Gliederung
Das Cass County ist in elf Townships eingeteilt:
| Township               | Einwohner (2010) | FIPS     |
| ---------------------- | ---------------- | -------- |
| Arenzville Township    | 760              | 17-01959 |
| Ashland Township       | 1398             | 17-02518 |
| Beardstown Township    | 6983             | 17-04364 |
| Bluff Springs Township | 888              | 17-06938 |
| Chandlerville Township | 515              | 17-12463 |
| Hagener Township       | 381              | 17-32148 |

| Township                 | Einwohner (2010) | FIPS     |
| ------------------------ | ---------------- | -------- |
| Newmansville Township    | 50               | 17-52662 |
| Panther Creek Township   | 291              | 17-57550 |
| Philadelphia Township    | 221              | 17-59481 |
| Sangamon Valley Township | 328              | 17-67600 |
| Virginia Township        | 1827             | 17-78214 |
|                          |                  |          |